# ブレーメン級フリゲート
ブレーメン級フリゲート（ドイツ語: Fregatte BREMEN-Klasse, 英: Bremen-class frigate）は、西ドイツ海軍および統一ドイツ海軍（以後、ドイツ海軍）の汎用フリゲートの艦級。公称艦型は122型（Klasse 122）であり、また1990年代の近代化改修以後は122A型となった。海上自衛隊においては、はつゆき型護衛艦が相当する。

## 来歴
1950年代、ドイツ連邦共和国（西ドイツ）第一世代の国産戦闘艦として、「駆逐艦55」（Zerstörer 55）および「護衛艦55」（Geleitboot 55）が計画され、それぞれハンブルク級（101型）およびケルン級（120型）として具現化した。これらの艦には、船団に対して防空・対潜掩護を提供するとともに水上攻撃を撃退するという明快な任務が付与されており、具体的な脅威としては戦闘爆撃機や通常動力型潜水艦が想定されていた。
しかし原子力潜水艦や精密誘導兵器の発達に伴って脅威は加速度的に増大しつつあり、これらの第一世代戦闘艦は就役直後より速やかに陳腐化しつつあった。1960年代より、ドイツ海軍はこの状況に対応するための予備研究に着手した。当初は1,200トン級の防空コルベット10隻の建造が計画され、まもなく対潜戦の要請増大を考慮して2,500トン級に大型化した。しかし予算上の制約により、いずれもこの時点では実現できず、かわりにリュッチェンス級（103型）3隻、およびツォーベル級（142型）10隻の近代化が行われた。その後、フリゲート70計画が開始され、予算は1969年1月23日に一旦は承認された。しかし設計作業が完了せず、また排水量3,600トンに大型化したことによるコスト上昇を受けて、こちらものちにキャンセルされた。
これを受けて、海外の設計が検討の俎上にあげられることとなり、オランダの標準型フリゲート（S型）が最も適したものとして選定された。1975年7月17日、オランダとの間で合意文書が調印され、1976年1月28日に国防会議の承認を受けた。これによって建造されたのが本級である。

## 設計
上記の経緯から、本級の基本設計は標準型フリゲートと共通のものとなっているが、後檣はより背の高いものとされ、外見上の特徴となっている。艦載ヘリコプターを安定的に運用できるようフィンスタビライザーが搭載され、また、対潜戦を重視して設計されたことから、水中放射雑音を低減するため、船体およびスクリューには気泡発生装置 (Prairie-Masker) も装備されている。
一方、両国の運用構想の差異に伴い、機関形式は変更された。本級においてはCODOG方式が採用されており、巡航機としてはMTU 20V956 TB92ディーゼルエンジン、高速機としてはゼネラル・エレクトリック LM2500ガスタービンエンジン（フィアット社によるライセンス生産品）が各2基搭載されている。推進器としては、5翔の可変ピッチ式スクリュープロペラが両舷に計2軸配置されており、巡航機と高速機は各推進器に1基ずつ、減速機を介して接続されて、これを駆動する。
電源としては、出力750キロワットのディーゼル発電機4基が搭載された。

## 装備

### C4ISR
本級はシステム艦として構築されており、その中核となる戦術情報処理装置としてはSATIR-IIが搭載されている。これは、アメリカのUNIVAC社によってリュッチェンス級駆逐艦用に開発されたSATIR-Iをもとに、周辺機器もデジタル化・統合化したほか、対潜戦およびヘリコプターの航空管制能力を強化して開発したものであり、アメリカの海軍戦術情報システム（NTDS）に準拠して、リンク 11に対応した。AN/UYK-7電子計算機1基を中核として、OJ-194/UYA-4ワークステーションを9基備えていた。その後、後述のF122A改修の際に電子計算機はAN/UYK-43に更新されたほか、リンク 16に対応する改修も行われた。なお本級のために、イギリスのSCOT 1A衛星通信装置が調達されたものの、3基しかなかったため、適宜に交代で搭載した。
捕捉レーダーとして、対空・対水上兼用のDA-08を後楼に設置していたが、2008年までに3次元式のTRS-3D/32に換装された。また1990年代後半の近代化改修の際に、レーダー情報融合のためのノルデンTMS（Track Management System）も搭載された。
ソナーとしてはDSQS-21BXをバウ・ドームに収容して搭載した。また1996年から1997年にかけて、機雷探知機能を付与する改修が行われた。
電子戦支援用にはAEG社のFL-1800電波探知装置が搭載され、SATIR-II戦術情報処理装置と連接された。その後、後述のF122A改修の際にFL-1800SステージIIにアップグレードされ、ラカルSADIE処理装置やEADS社製の高解像度ディスプレイが組み込まれた。

### 武器システム
個艦防空ミサイルとして、艦橋前面の01甲板レベルにシースパローのためのMk.29 8連装発射機を設置した。搭載弾数は24発であった。誘導用の追尾レーダーとしては、艦橋上にSTIR-180、前楼上にWM-25が設置された。またこれに加えて、1993年から1996年にかけて、格納庫上にRAMの21連装発射機2基が後日装備された。
艦対艦ミサイルとしてはハープーン・ブロック1Bの4連装発射筒を艦中部両舷に搭載した。また対潜兵器としては、Mk.32 mod.9 324mm連装魚雷発射管を後部上部構造物両舷に設置した。Mk.46 mod.5魚雷24発を搭載しており、16発がヘリコプター用、8発が発射管用として割り振られていた。
艦砲として、船首甲板に62口径76mm単装速射砲（オート・メラーラ 76mmコンパット砲）を搭載した。その射撃指揮はWM-25によって行われたほか、1990年代に後日装備されたWBA MSP-500熱線映像装置も使用できた。またこのほか、520型揚陸艇から流用した90口径20mm単装機銃が艦橋ウイング両舷に後日装備され、のちにMLG-27 27mm機銃に換装された。

### 航空機
艦載ヘリコプターとしてはアグスタウェストランド リンクスMk.88A 哨戒ヘリコプター2機を搭載した。これはDAQS-13DディッピングソナーおよびMk.46魚雷を搭載できた。
なおヘリコプター甲板には、カナダ製のベアトラップ着艦拘束装置が設置されている。

## 同型艦

### 一覧表
| #    | 艦名                                     | 造船所                | 起工           | 進水            | 就役            | 退役            |
| ---- | ---------------------------------------- | --------------------- | -------------- | --------------- | --------------- | --------------- |
| F207 | ブレーメン Bremen                        | ブレーマー・ フルカン | 1979年 7月9日  | 1979年 9月27日  | 1982年 5月7日   | 2014年 3月28日  |
| F208 | ニーダーザクセン Niedersachsen           | AGヴェーザー          | 1979年 11月9日 | 1980年 6月9日   | 1982年 10月15日 | 2015年 6月26日  |
| F209 | ラインラント＝プファルツ Rheinland-Pfalz | B+V                   | 1979年 9月25日 | 1980年 9月3日   | 1983年 5月9日   | 2013年 3月22日  |
| F210 | エムデン Emden                           | ノルト ゼーヴェルケ   | 1979年 6月23日 | 1980年 12月17日 | 1983年 10月7日  | 2013年 11月29日 |
| F211 | ケルン Köln                              | B+V                   | 1980年 6月16日 | 1981年 5月29日  | 1984年 10月19日 | 2012年 7月31日  |
| F212 | カールスルーエ Karlsruhe                 | HDW                   | 1981年 3月10日 | 1982年 1月8日   | 1984年 4月19日  | 2017年 6月16日  |
| F213 | アウクスブルク Augsburg                  | ブレーマー・ フルカン | 1987年 4月4日  | 1987年 9月17日  | 1989年 10月3日  | 2019年 12月18日 |
| F214 | リューベック Lübeck                      | ノルト ゼーヴェルケ   | 1987年 6月5日  | 1987年 10月15日 | 1990年 3月19日  | 2022年 12月15日 |

### 編制
1988年10月1日に第2フリゲート戦隊（2. Fregattengeschwader）が編成された際には、ケルン級フリゲートの残存艦「F224 リューベック（1988年12月に退役）」と「F225 ブラウンシュヴァイク（1989年7月に退役）」の他に、第4フリゲート戦隊（4. Fregattengeschwader）から異動したケルンとカールスルーエが配備された。後には、新たに就役したアウクスブルクとリューベックが第2フリゲート戦隊に配属された。
しかし、2006年の再編成において第1フリゲート戦隊（1. Fregattengeschwader：2000年編成）と第6フリゲート戦隊（6. Fregattengeschwader：1994年9月28日編成）が解隊され、それぞれの戦隊に所属していたザクセン級フリゲート3隻とブランデンブルク級フリゲート4隻が第2フリゲート戦隊に配属されることになった。
これに伴い第2フリゲート戦隊に所属していた4隻のブレーメン級フリゲートは、全て第4フリゲート戦隊に転属されることとなった。

### 運用史
ドイツ海軍において、本級は、フレッチャー級駆逐艦及びケルン級フリゲートの後継艦として整備されることとなった。当初は12隻を取得する計画であったが、最終的な建造数は8隻にとどまった。まず1977年11月26日に6隻が発注され、続いて1985年12月6日に2隻が追加された。ドイツの造船所5社が機関部を含む船体を建造し、最終艤装はブレーマー・フルカン造船所によって行われた。
本級はNATOの艦艇の一員として、アドリア海やアラビア海で運用された。2008年4月、ソマリア沖のアデン湾において、日本郵船のタンカー「高山」が武装した海賊に襲撃された際、「高山」の救難信号を受信した「エムデン」（F210）が艦載ヘリコプターにより救援した。ヘリコプターが現場海域に到着した時点では、既に海賊は撤退した後だったが、海賊抑止として一定の評価がなされた。
2008年8月、F214 リューベックはアメリカ海軍の「テイラー」（O.H.ペリー級）、スペイン海軍の「アルミランテ・ファン・デ・ボルボーン」（アルバロ・デ・バサン級）、ポーランド海軍の「ゲネラウ・カジミェシュ・プワスキ」（O.H.ペリー級）といったNATO所属艦艇と共に、黒海での演習のためにボスポラス海峡を通過した。これらは2007年10月の時点で既に予定されていた演習だが、南オセチア紛争の当事者であるロシアが情勢への影響に対して懸念を表明した。
このようにドイツ海軍の働き馬として艦隊の基幹兵力となってきたが、艦齢が30年を超え、また防衛予算削減に伴うドイツ連邦軍の規模縮小もあり、2012年より順次に退役を開始している。後継艦としてはバーデン・ヴュルテンベルク級（125型）フリゲートが計画されている。